# Liczby harmoniczne

Liczby harmoniczne z (linia czerwona) z jej asymptotyczną granicą (linia niebieska)

Liczby harmoniczne – sumy odwrotności początkowych liczb naturalnych:
{\displaystyle H_{n}=1+{\frac {1}{2}}+{\frac {1}{3}}+\ldots +{\frac {1}{n}}=\sum _{k=1}^{n}{\frac {1}{k}}.}
{\displaystyle H_{n}} jest więc {\displaystyle n}-krotną odwrotnością średniej harmonicznej tych liczb naturalnych.
Liczby harmoniczne były badane w starożytności i pełnią ważną rolę w wielu działach teorii liczb. Potocznie nazywane są szeregiem harmonicznym, są blisko związane z funkcją ζ Riemanna, a także pojawiają się w różnych wyrażeniach licznych funkcji specjalnych.
Dla dowolnego rzeczywistego {\displaystyle m} istnieje takie naturalne {\displaystyle n,} dla którego {\displaystyle H_{n}>m.} Wynika to bezpośrednio z rozbieżności szeregu harmonicznego.

## Obliczanie
Leonhard Euler podał następujący wzór:
{\displaystyle H_{n}=\int _{0}^{1}{\frac {\,\,\,1-x^{n}}{1-x}}\,dx.}
Powyższa równość jest oczywista dzięki przekształceniom algebraicznym poniższej tożsamości:
{\displaystyle {\frac {\,\,\,1-x^{n}}{1-x}}=1+x+\ldots +x^{n-1}.}

## Zastosowanie
Liczby harmoniczne pojawiają się w wielu wzorach obliczeniowych, jak na przykład funkcja digamma:
{\displaystyle \psi (n)=H_{n-1}-\gamma ,}
gdzie {\displaystyle \gamma } to stała Eulera. Związek ten jest często stosowany do zdefiniowania przedłużenia liczb harmonicznych poza liczby naturalne {\displaystyle n.}
W 2002 roku Jeffrey Lagarias udowodnił, że hipoteza Riemanna może być zastąpiona równoważnym wyrażeniem, że
{\displaystyle \sigma (n)\leqslant H_{n}+\ln(H_{n})e^{H_{n}}}
jest prawdziwe dla dowolnej liczby naturalnej {\displaystyle n\geqslant 1,} z ostrą nierównością jeśli {\displaystyle n>1;} {\displaystyle \sigma (n)} oznacza sumę dzielników liczby {\displaystyle n}.

## Uogólnienie
Uogólnione liczby harmoniczne rzędu {\displaystyle n} z {\displaystyle m} są zdefiniowane jako
{\displaystyle H_{n,m}=\sum _{k=1}^{n}{\frac {1}{k^{m}}}.}
Należy zauważyć, że jeśli {\displaystyle m>1} to istnieje granica przy {\displaystyle n} zmierzającym do nieskończoności.
Inne stosowane zapisy to
{\displaystyle H_{n,m}=H_{n}^{(m)}=H_{m}(n).}
Przypadek dla wartości {\displaystyle m=1} jest przypadkiem specjalnym, który nazywa się liczbą harmoniczną, a indeks {\displaystyle m} jest w zapisie pomijany.